# Evelyn Dörr

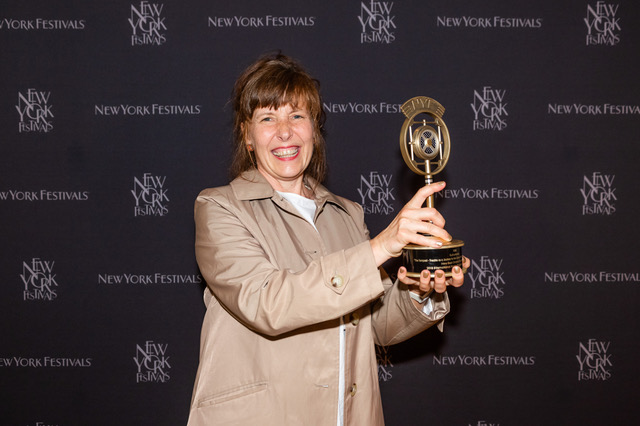
Evelyn Doerr, NYC Radio Festival 2018, Golden Award

Evelyn Dörr (* 4. Juli 1964 in Leipzig, DDR) arbeitet als Autorin und Regisseurin für Radio, Film und Akustische Bühne sowie als Theaterwissenschaftlerin.

## Leben
Evelyn Dörr kommt aus einer Buchdrucker- und Schriftsetzerfamilie. Ihr Vater war Direktor des VEB INTERDRUCK, der Graphischen Großbuchbinderei in Leipzig. Nach abgeschlossener Berufsausbildung als Facharbeiterin für Serviertechnik bei HO-Gastronom Leipzig und dem Abitur auf dem 2. Bildungsweg studierte sie Theaterwissenschaft an der Humboldt-Universität zu Berlin und promovierte in diesem Fach. Seit 2001 arbeitete sie freiberuflich als Autorin und Regisseurin für Radio, Film und Akustische Bühne.
Zu ihren wichtigsten Lehrern zählten Richard Schechner von der Tisch School of the Arts in New York und der Heiner-Müller-Übersetzer und Brecht-Dramaturg Carl Weber. Ihre Dissertation verfasste sie über Leben und Werk des Choreographen Rudolf von Laban. Seit 2004 veröffentlichte sie mehrere Bücher über ihn, darunter seine Biographie, die in den USA unter dem Titel Rudolf Laban - The Dancer of the Crystal und 2022 auch in Frankreich publiziert wurde. Ihre zweibändige preisgekrönte Dissertation gilt als „ein hochbedeutsamer Beitrag zur Labanforschung - und damit zur Tanz-, Theater- und Kulturgeschichte wesentlicher europäischer Länder im ersten Drittel des 20. Jahrhunderts“. Den Stoff arbeitete sie zu zwei fiktiven Film-Treatments unter dem Titel Der Träumer (The Dreamer) aus, die beide, zunächst als Hörspiel dann als Film, adaptiert wurden. Zu ihren wichtigsten Stücken für Musiktheater und Akustische Bühne zählen ihr 2002 für den WDR verfasstes Werk Der Mann im Mond. Radio-Ballett mit Charlie Chaplin, das in den USA und in Europa als Broadway-Musical „Chaplin“ adaptiert wurde, am Opernhaus (Leipzig) als „Chaplin“-Handlungsballett herauskam, und in Österreich, Frankreich und Deutschland auch als Schauspiel. Ihr 2003 für den NDR erstelltes Stück unter dem Titel Der poetische Prophet, eine fiktive Autobiografie des Oscar Wilde, das sie 2007 als szenische Lesung inszenierte, wurde ebenfalls ein „Highlight“ der Verwertung: es wurde in Deutschland, Frankreich und in den USA als Dok-Film, Filmbiographie/Biopic, Schauspiel und als Briefe-Buch adaptiert. In ihrem 2021 speziell für Akustische Bühne erschaffenen gleichnamigen Hörfilm Der poetische Prophet (Director's Cut)  befasst sie sich explizit mit der Verwertung von Kunstwerken. Im Zentrum ihrer 2023 für den SRF geschaffenen 3D-Kunstkopf-Inszenierung Schlangenritual, Untertext. Eine Indianersinfonie steht eine akustische Reflexion des gleichnamigen Essays „Schlangenritual“, das der Kunstwissenschaftlers Aby Warburg, ältester Spross der Warburg (Unternehmerfamilie), 1923 in der Schweizer Heilanstalt Sanatorium Bellevue in Kreuzlingen verfasste.

## Arbeit

### Hörfilm (Akustische Bühne)
- Der poetische Prophet. Director's Cut – Hörfilm Produktion (Edition Akustische Bühne, 2021), Autorin/Regisseurin.

### Radio (Auswahl)
- Schlangenritual, Untertext. Eine Indianersinfonie (SRF, 2023), Autorin/Regisseurin. Sprecher: Evelyn Dörr und Lars Rudolph. Redaktion: Wolfram Höll
- Der Sturm – Theater als Reise zum Menschen. Eine akustische Performance (RBB, WDR, 2017), Autorin/Regisseurin. Redaktion: Renate Jurzik
- Salome – Hohelied einer Dichtung. Eine akustische Choreographie in 5.1 (RBB, 2015), Autorin/Regisseurin, Redaktion: Renate Jurzik
- Die Liebenden vom Arc de Triomphe (NDR, 26. September 2002), Autor/Regie, Redaktion: Hanjo Kesting
- Der poetische Prophet (Wilde plays Wilde). Fiktive Autobiographie des Oscar Wilde. Akustische Novelle für eine Frau in 14 Stimmen (NDR-Auftragsproduktion 2003), Autorin, Redaktion: Hanjo Kesting
- Salome – Die Befreiung einer Theaterfigur. Eine akustische Choreographie (RBB, DLF, 2013), Autorin/Regisseurin, Reaktion: Renate Jurzik
- Der Mann im Mond. Ein Radioballett mit Charlie Chaplin (WDR 2002), Autorin, Redaktion: Gisela Corves
- Auf andere Art so große Hoffnung. Literatur in der DDR 1951 (DLF, 2001), Autorin, Redaktion: Sigrid Wesener

### Theater (Auswahl)
- Akustisch-CHOREOGRAPHISCHE Eruptionen (Cabaret Voltaire, 2016), Stückentwicklung und Regie gemeinsam mit Tamas Ungvary
- Die Liebenden vom Arc de Triomphe (Deutsches Theater Berlin, szenische Lesung mit Dieter Mann und Barbara Schnitzler, 23. Dezember 2014), Autor/Regie
- Auf andere Art so große Hoffnung. Literatur in der DDR 1951. Edition Akustische Bühne 2, Norderstedt 2009.
- Der Mann im Mond. Ein Radioballett mit Charlie Chaplin. Edition Akustische Bühne 1, Norderstedt 2008.
- Winnetou, Old Shatterhand und Der Schatz im Silbersee. Karl May-Szenen für die Opernbühne. Autor/Szenarium. Im Auftrag des Theater Waidspeicher (Puppentheater) 2007.
- Das träumende Kind (Sterntaler). Ein Bildermärchen Autor. Im Auftrag des Theater Waidspeicher (Puppentheater) 2007.
- Der poetische Prophet (Wilde plays Wilde). Autor/Regie. Mit Evelyn Dörr in der Rolle Oscar Wilde. Im Auftrag des NDR Hannover 2003 / UA 21. April 2007.[6]

### Tanz- und Theaterwissenschaft (Auswahl)
- Rudolf Laban. Une biographiee. Cœuvres-et-Valsery: Ressouvenances Editions, 2022. ISBN 978-2-84505-299-4
- Spuren des Oralen: die Wunde Ophelia, Lavinia (1989, 2014) in: Fiebach. Theater. Wissen. Machen. Hrsg. by Antje Budde Theater der Zeit, 2014, ISBN 978-3-943881-89-9.
- Also, die Damen voran! - Rudolf Laban in Briefen an Tänzer, Choreographen und Tanzpädagogen, Band 1 (1897–1918) Norderstedt, 2013, ISBN 978-3-7322-4055-5
- Rudolf Laban – The Dancer of the Crystal. Scarecrow Press, Lanham, Maryland, Toronto, Plymouth, UK 2009, ISBN 978-0-8108-6007-0 (online)
- Totentänze der Moderne: Tanz für Alle. in: L'art macabre. 9. Jahrbuch der Europäischen Totentanz Vereinigung. Hrsg. von Uli Wunderlich. Bamberg (2008) 11–23.
- Rudolf Laban – Die Schrift des Tänzers. Ein Portrait. Norderstedt, 2005, ISBN 3-8334-2560-1
- Rudolf Laban – Das choreographische Theater. Die erste vollständige Ausgabe des Labanschen Werkes. Norderstedt, 2004, ISBN 3-8334-1606-8
- „Rudolf Laban: The ‘Founding Father’ of Expressionist Dance.“ in: 26 Dance Chronicle. Studies in Dance and the Related Arts. Ed. By George Dorris, Jack Anderson, 2003: 1–29.
- Rudolf Laban – Leben und Werk des Künstlers (1879–1936) Dissertation, Humboldt-University of Berlin, 1999.

## Auszeichnungen (Radio)
- Golden Award, New Best Radio Drama Feature New York Festivals International Radio Awards 2018; UK Radio Drama Festival, 2018; Grand Prix Nova, 2017; Prix Marulić, 2017 für Der Sturm – Theater als Reise zum Menschen.
- Nominierung Prix Marulić, 2017 und Prix Europa, 2015 für Salome – Hohelied einer Dichtung. Eine akustische Choreographie in 5.1
- Nominierung Prix Italia, Prix Europa, Prix Marulić, 2014 Salome – Die Befreiung einer Theaterfigur. Eine akustische Choreographie
- Goldmedaille, Darstellung der Marie Beaumarchais aus Goethes „Clavigo “Arbeiterfestspiele der DDR 1986